# Vet du vad jag vet?
Vet du vad jag vet? är ett studioalbum från 1994 av Kikki Danielsson & Roosarna. 1995 fick albumet en Grammis för 1994 års bästa dansbandsalbum.  Motiveringen löd "För en dansbandsplatta med ett varierat och inspirerat låtval. Med ett framförande av genomgående jämn och hög kvalitet, där samtliga bandmedlemmar bidrar, sånglikt och musikaliskt, till den fina helheten" .
På Svensktoppen lyckades låtarna "Långt bortom bergen" och "Vet du vad jag vet?" ta sig in på listan. "Långt bortom bergen" låg på listan i fem omgångar under perioden 15 november-3 december 1994 med åttondeplats som högsta placering  medan "Vet du vad jag vet" låg på listan i två omgångar under perioden 21-29 januari 1995 med placeringarna 9 och 10 .

## Låtlista
| Nr  | Titel                                           | Låtskrivare                                      | Längd |
| --- | ----------------------------------------------- | ------------------------------------------------ | ----- |
| 1.  | "Vet du vad jag vet?"                           | Michael Saxell                                   | ?     |
| 2.  | "Långt bortom bergen"                           | Lasse Holm, Gert Lengstrand                      | ?     |
| 3.  | "Hela vägen hem"                                | Staffan Hellstrand                               | ?     |
| 4.  | "Har du kommit för att stanna?"                 | Steven Diamond, Mikael Wendt, Christer Lundh     | ?     |
| 5.  | "I Aint that Lonely Yet"                        | Kostas, James House                              | ?     |
| 6.  | "När du viskar mitt namn"                       | Michael Saxell                                   | ?     |
| 7.  | "Jag hör din röst"                              | Michael Saxell                                   | ?     |
| 8.  | "Jag älskar hur du älskar mig"                  | Michael Saxell                                   | ?     |
| 9.  | "Get to the Church"                             | Michael Saxell                                   | ?     |
| 10. | "Min bästa vän" ("Heart like a Rodeo")          | Michael Saxell, Peter McCann                     | ?     |
| 11. | "Kom tillbaka igen" (Get Him out of Your Mind)" | Lasse Holm, Torgny Söderberg, Kikki Danielsson   | ?     |
| 12. | "I'm Gonna Knock on Your Door"                  | Aaron Schroeder, Sid Wayne                       | ?     |
| 13. | "Tillbaks till fantasin"                        | Michael Saxell                                   | ?     |
| 14. | "Vi har hunnit fram till refrängen"             | Neil Sedaka, Howard Greenfield, Stikkan Anderson | ?     |

### Fotnoter
1. ↑  ”Danswebb”. Arkiverad från originalet den 25 maj 2012. http://archive.is/2012.05.25-151402/http://www.dans-web.nu/skivor/index.php?pid=view&ref_cd=175. Läst 9 juni 2011.
2. ↑  ”Grammis”. Arkiverad från originalet den 17 mars 2012. https://web.archive.org/web/20120317055524/http://www.ifpi.se/wp/wp-content/uploads/100428-lc-vinnare-genom-%C3%A5ren.pdf. Läst 1 maj 2011.
3. ↑  ”Poplight - Kikki Danielsson”. Arkiverad från originalet den 27 oktober 2010. https://web.archive.org/web/20101027144051/http://poplight.zitiz.se/artist/kikki-danielsson. Läst 11 december 2010.
4. ↑  Svensktoppen - 1994
5. ↑   Svensktoppen - 1995